# マヌエル・コントレラス
フアン・マヌエル・ギジェルモ・コントレラス・セプルベダ（Juan Manuel Guillermo Contreras Sepúlveda, 1929年5月4日 - 2015年8月7日）は、チリの軍人。軍事政権初期の1973年から1977年にかけて、アウグスト・ピノチェト将軍によって秘密警察である国家情報局(Dirección de Inteligencia Nacional, DINA)の長官に任命されていた。彼はその任期を通じて反体制派への厳しい政治的弾圧を行ったことから、民主化後に逮捕されて終身刑に処された。
2010年、彼は収監されている軍事刑務所内での取材に応じ、長官としての任務に誇りを持っていた旨を明言した。

## 経歴

### 若年期
1929年、サンティアゴにて父マヌエル・コントレラス・モラレス(Manuel Contreras Morales)と母アイダ・セプルベダ・クビロス(Aída Sepúlveda Cubillos)の息子として生を受ける。マクル英語学校(Instituto Inglés de Macul)で初等教育を終えた後、父の仕事の都合でオソルノに移り、同地の中等学校(Liceo)に入学した。

### 軍歴
1944年、士官候補生学校に入学。1947年12月23日卒業。
その後、准尉(Alférez)としてキヨタ市に駐屯する第2工兵連隊「アコンカグア」(Regimiento de Ingeniería No 2 Aconcagua)に配属された。この時期に彼は提督を父に持つバルパライソの英語女学校の学生マリア・テレサ・ヴァルデベニト・エスティーブンソン(María Teresa Valdebenito Stevenson)と出会っている。1952年、中尉(Teniente)に昇進したコントレラスは戦闘工兵科の教官として士官候補生学校に移った。1953年、マリアとの結婚を果たす。同年、サンアントニオに新設された工兵学校に転勤。1960年、コントレラス中尉はチリ陸軍士官学校に入学して参謀将校としての教育を受けた。この頃、副校長で戦略論クラスの教官を務めていたアウグスト・ピノチェト大尉と出会っている。
1962年、士官学校を首席卒業する。これによって参謀たる肩書きを得ると共に、情報・兵站学の教授たる資格も授与されている。1967年、アメリカ陸軍米州学校に留学して反政府活動への対処法を学んだ。1969年、少佐(Mayor)としてチリへの帰国を果たし、工兵学校で情報工作に関する教育を行う。1970年、陸軍参謀本部勤務に移る。1971年、オソルノの第4工兵連隊「アラウコ」(Regimiento de Ingenieros Nº4 Arauco)の連隊長に任命される。
この時期、彼の指揮下で数名の将校が左翼組織への潜入・撹乱などの秘密工作および諜報機関設置に向けた準備を遂行した。またコントレラスは祖国自由国民戦線のような極右政党内にも協力者を作っていただけではなく、チリ国内で活動する米中央情報局(CIA)や米海軍情報局(ONI)を始めとする諸外国の諜報機関のエージェントとも接触を維持していた。彼が警戒していたのはコルドン・インドストリアルとして知られる労働者運動や、革命的左翼運動(MIR)、社会党(PS)、大衆統一実行運動(MAPU)など、政治的な影響力を増していた左翼運動であった。
1972年末より陸軍士官学校にて情報工作に関する教官を務める。

#### 軍事政権時代

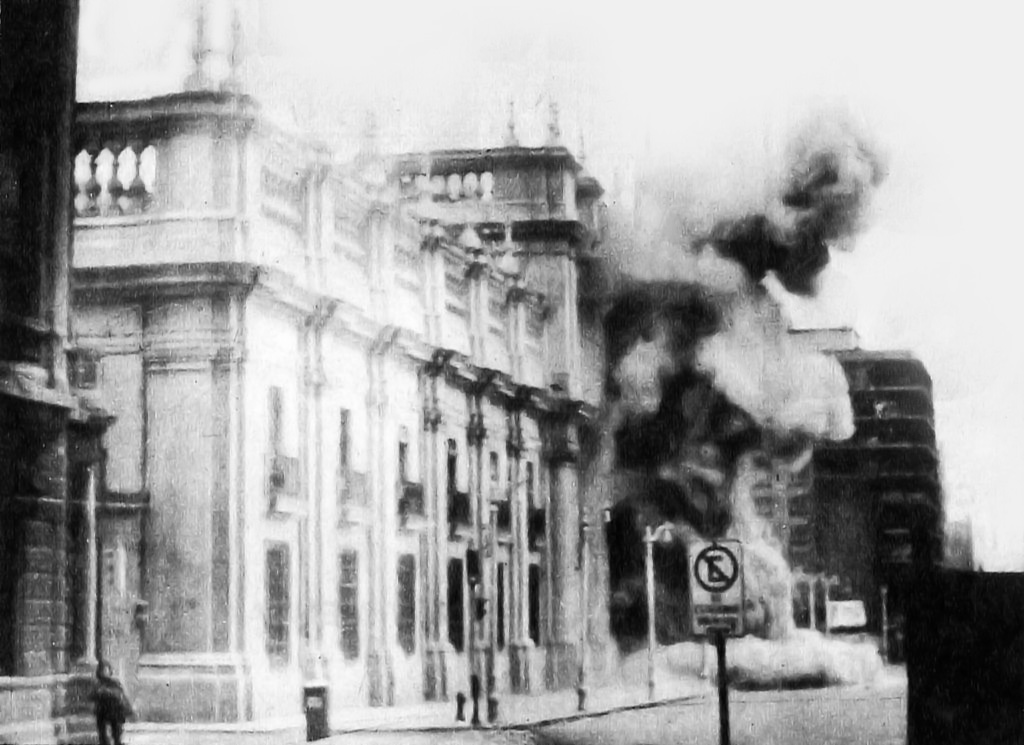
1973年クーデターの折、爆破されたモネダ宮殿。

DINAの記章。

1973年9月11日のクーデターの折、コントレラスはピノチェト将軍側に与してサンアントニオの制圧を指揮した。さらに決起の数日後には市内に7箇所の収容所を設置し、大勢の逮捕者を収容している。

##### DINA
その後、士官学校校長に就任したコントレラスはかねてよりの計画を実行に移し、一般の軍事諜報機関よりも強い権限を持つ秘密警察的組織としての国家情報局(Dirección de Inteligencia Nacional, DINA)の設置に乗り出した。国家評議会議長となったピノチェト将軍を始めとする軍事評議会高官らはコントレラスの構想を強く支持し、新たな組織の設置に向けてコントレラスに人事に関する全権を認めた。1973年11月12日、軍事評議会当局によって正式にDINAの設置が宣言された。
なお、この時期に彼はマリアと離婚して秘書のネリダ・グティエレス(Nélida Gutiérrez)と再婚している。
DINAの長官に就任したコントレラスはサンティアゴのベルグラド大通り(calle Belgrado)に本部庁舎を設置した。彼はピノチェト将軍の側近たる高級将校の1人として、反体制派に対する激しい弾圧を行った。
1973年から1977年にかけて、DINAは国内外において軍事政権の障害の捜索および駆逐を行い、特に国内における共産党、社会党、MIRなどの左翼運動は激しい弾圧に晒された。いわゆる真実と和解の為の国民委員会報告書によれば、この時代にはDINAによって1,500人以上が殺害されたとされる。
2000年にCIAが公開した資料によれば、CIAは1975年から1977年にかけてコントレラスへの資金援助を行っていたとされる。

##### コンドル作戦
機密解除されたCIAの資料によれば、コントレラスは1975年にラングレーのCIA本部に招かれアメリカに15日間滞在したとされており、彼の名はその後にコンドル作戦の発案者として記録されている。
コントレラスは1974年から1977年までCIAの情報提供者の1人とされており、1975年には実際にコントレラスに対する給与も支払われている。同年の報告書ではコントレラスがピノチェト政権における人権政策改善への障害だとされていたが、一方でCIAには諜報上の協力関係を維持する旨が命じられていた。
1976年9月21日、元駐米チリ大使オルランド・レテリエルと彼の部下の米国人女性ロニー・モフィットがワシントンD.C.にて暗殺された（レテリエル暗殺事件）。レテリエルはサルバドール・アジェンデ政権時代に外務大臣を務めた事がある人物で、この事件にDINAとコントレラスが関与している事が判明するとCIA内でも彼に責任を問うべきとの声が大きくなった。CIAではこの事件に関する詳細な報告書を作成している。これによればCIA局員マイケル・タウンリーが協力していたとされるが、報告書の一部は未だ機密指定が解除されていない。
1974年の前陸軍総司令カルロス・プラッツとその夫人の殺害についてもコントレラスとDINAが関与しており、これについても後に起訴を受けることになる。
やがてコントレラスはCIAよりコンドル作戦をコーノ・スール方面まで拡大せよとの指令を受け、莫大な活動資金が与えられる。1976年、彼はイランに向かい国際テロリストのカルロス・ザ・ジャッカルことイリイチ・ラミレス・サンチェスと接触して資金の援助を行っている。テヘランのチリ大使館に残された指紋や足跡などの痕跡から、この際にナチス・ドイツからの亡命者であるパウル・シェーファーとゲルハルト・メルティンズ、3名のチリ軍高級将校、1名のブラジル人将官を連れていたと推測されている。

##### DINAの終焉
1977年10月22日、レテリエル事件に関する証言を予定していた外務省領事局長(Director del Departamento Consular)のカルロス・ギジェルモ・オソリオ・マルドネス(Carlos Guillermo Osorio Mardones)が、コントレラスを含むDINA将校ら数名の訪問を受けた直後、自宅で死亡しているのが発見された。公的には自殺と発表されたものの、多くの証拠がコントレラスとDINAによる口封じ目的の暗殺であることを指し示していた。マルドネスは元駐アルゼンチン公使で、レテリエル暗殺事件の際に実行役であるCIA局員タウンリーとチリ陸軍大尉アルマンド・フェルナンデス・ラリオス(Armando Fernández Larios)に偽の身分証およびパスポートを発行した人物である。彼らの偽名はウィリアムズ・ローズ(Williams Rose)とアレハンドロ・ロメラル(Alejandro Romeral)であった。
米国側でもレテリエル事件の捜査中に彼ら2人がDINAのエージェントとして活動していた事を突き止め、さらにDINA局長たるコントレラスの関与の存在にも辿り着いている。
1977年、事態を重く見た軍事政権当局によってDINAの解体が決定される。これと共に新たな情報機関として中央国家情報局(Central Nacional de Informaciones, CNI)が設置された。長官の座を退いたコントレラスには陸軍大将の階級が送られた。
1978年9月20日、米国によるコントレラスの身柄引き渡し要求が行われるが、コントレラスはラ・レイナの自宅に立てこもりこれを拒否した。その後、チリ政府との話し合いを経て1979年10月2日よりチリ国内の臨時監獄で14ヶ月間収監されたものの、結局チリ政府は米政府の要求を拒否した為に釈放された。
1980年、陸軍を退役。その後は警備会社を設立したほか、フレシアにあった農場も購入している。

## CIAとの関係

### CIAエージェント
CIAの対チリ工作に関する報告をまとめたヒンチー報告書によれば、CIAは1974年から1977年にかけてDINA長官たるコントレラスとの定期的な接触を維持していたという。米国政府当局では、コントレラスとの関係はチリ国内での弾圧に関するCIAへの責任追及を招くリスクを孕んでいたものの、チリ国内の情報機関責任者である彼との協力はCIAにとって不可欠のものであったとして、この関係の維持を認めていた。
ヒンチー報告書では、1974年1月17日にはCIA側からコントレラスに対して1949年ジュネーヴ諸条約の遵守を求める動きがあったとしているが、一方でこれはあくまで広報上の必要性に基づいたポーズに過ぎなかったともしている。
1975年4月、米国政府省庁間委員会ではDINAが軍事政権下のチリにおける人権政策改善の主要な障害であることを認めながら、CIAにコントレラスとの協力の維持を命じている。同年8月には駐チリ米大使がCIA副長官に対して、「ピノチェト政権との関係維持とそれに伴う利益」の為にコントレラスをワシントンDCに呼び寄せるように求めている。また同年6月には、コントレラスがDINA長官という立場からチリ国内外の諸情報に加えて軍事政権内の各種情報にも精通している事から、彼に給与を支払い情報提供を受ける事がCIA内で検討されたという。コーノ・スール方面におけるコンドル作戦の展開にはコントレラスおよびDINAの非公式な協力があった。1976年10月の報告書では、コントレラスはこの作戦の存在を認めつつも超法規的な殺人そのものへの関与は否定した。
2004年12月5日、インタビューを受けたコントレラスはDINAとCIAが密接に協力しあっていた事を認め、1973年クーデター後の反体制派追跡および捜索についても「指示」があったと述べた。またプラッツ将軍の暗殺を実行したのはCIA局員タウンリーであったとしている。
コンドル作戦に関して尋ねられると、彼は次のように述べている。
ラテンアメリカ諸国の情報組織間での協力があった事は確かだが、マルクス主義者たちの言葉を信じるな。私はチリ国外に逃れた者を殺しはしなかったし、チリを訪れた外国人を殺しはしなかった。コロンビアだけは協力関係に加わらなかったが、その結果を考えてみたまえ。
ピノチェト政権の顧問の1人だったフェデリコ・ウィロビー・マクドナルドは2012年8月7日にラジオ・コーペラチバによる取材の中で、コントレラスがCIAエージェントであったと述べている。

### オルランド・レテリエルの暗殺

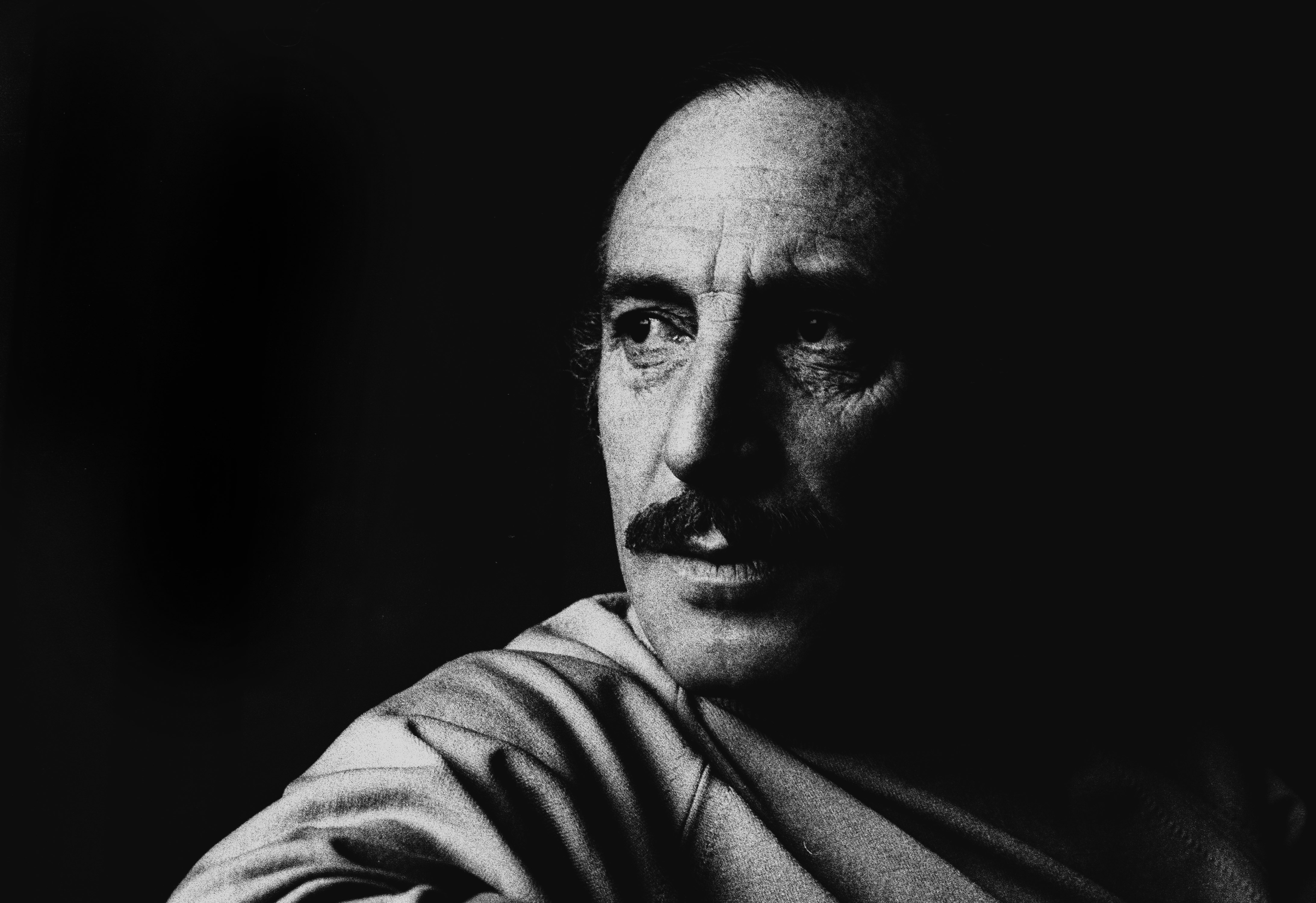
オルランド・レテリエル（1976年）

1976年、ワシントンD.C.内でオルランド・レテリエルとロニー・モフィットが暗殺されると、コントレラスの関与が問題となった。ヒンチー報告書では、1976年後半にはCIAとコントレラスの接触が「非常に稀」になっていたとしており、1977年には暗殺事件に関する聴取を行う為に数回の接触があったとされる。その後、1977年のDINA長官解任を受け、CIAではコントレラスが軍事政権における特権的立場を失ったと判断し、協力関係の終了を決定したという。
ヒンチー報告書ではコントレラスとCIAの関係について、CIAは彼を単に有力な情報提供者として利用していたのだとしている。しかし、一方でプラッツ将軍殺害のコントレラスの関与には言及を避けている。また、コントレラスは後のインタビューの中で、タウンリーはDINAではなくCIAのエージェントとして活動していたのだと述べている。
彼はDINAのエージェントではなかった。（エージェントになるには）我が国の軍人たる資格が必要だったから。だが、1971年2月以降CIAのエージェントとして活動していたのは確かだと思う。

### プラッツ将軍の暗殺
タウンリーの元妻であるマリアナ・カジェハス(Mariana Callejas)が主張するところによれば、彼女がコントレラスにプラッツ将軍暗殺の首謀者について尋ねた時「在ブエノスアイレスのCIA組織から指令を受け、1974年9月30日に暗殺を命じた」と述べたとされ、その理由については「彼が軍事政権に不安定をもたらしたから」と答えたという。

## 裁判
軍事政権崩壊後、コントレラスは2つの暗殺事件を含むDINA長官としての活動について裁かれ、無数の裁判を重ねることとなった。当初は多くの事件について関与を否定していたものの、次第にDINAおよびDINA長官たる自らの関与を認めていった。
- レテリエル事件：1993年11月12日、チリの裁判所はレテリエル暗殺を首謀した罪についてコントレラスに懲役7年を宣告。2001年1月に刑期を終えた後も、その他の裁判のために自宅軟禁を余儀なくされた。
- シルバーマン事件：1999年、チュキカマタの銅鉱山に勤務していた英国人技師デヴィッド・シルバーマン(David Silberman)が1973年に失踪した事件への関与について起訴される。
- レイトン事件：1995年6月23日、イタリアの裁判所はイタリアに亡命していたチリ人政治家ベルナルト・レイトン（スペイン語版）と妻に対する殺人未遂について、欠席裁判によりコントレラスに懲役14年を宣告した。2000年5月30日にはイタリアからチリ最高裁に対してコントレラスの身柄引き渡し要求が行われたが、2001年1月までにレイトン事件に基づく引き渡しについては拒否されている。
- 2002年5月、チリの社会主義指導者ビクトル・オレア・アレグリア（英語版）の失踪への関与について起訴を受ける。
- アルゼンチンでは、1974年のブエノスアイレスにおけるプラッツ将軍暗殺事件に対する起訴を受けている。ただし、アルゼンチン政府による身柄引き渡し要求もチリ政府は拒否している。
- ヴィラ・グリマルディ事件：2003年4月15日、MIR党員ミゲル・アンヘル・サンドバル（スペイン語版）が1975年1月7日にヴィラ・グリマルディ（スペイン語版）に送られ失踪した事件について、懲役15年が宣告された。2004年、控訴裁判所ではコントレラスの罪を認めつつ、懲役12年への減刑を行った。

2005年5月13日、コントレラスは最高裁に対して軍事政権時代に行方不明になったとされる人物580名の所在を調査した32ページの報告書を提出した。しかし、当初からこの報告書の正確性を疑問視する声は大きく、実際に他の調査結果との比較により多くの矛盾点が指摘された。
- 2005年、コントレラスが関与したコロンボ作戦（スペイン語版）における人権侵害について、アムネスティ法(Ley de Amnistía)による有罪判決が下される。
- 2008年6月30日、コントレラスを含む複数の元将校らがプラッツ将軍暗殺に関する起訴を受けた。コントレラスは誘拐および2件の殺人、そしてこれらを首謀したとして懲役20年が科せられた[10]。同年9月23日、他のDINAエージェントらと共にスペイン人司祭アントニオ・リド・メグァル（スペイン語版）の勾留および失踪に関与したとして懲役7年が追加された[11]。
- 2009年3月、フェリックス・ヴァルガス・フェルナンデス(Félix Vargas Fernández)の誘拐について懲役15年と罰金50万ドルが科せられる。コントレラスの側近5名にもそれぞれ5年ずつの懲役が科せられた[12]。

2009年までにコントレラスが受けた人権問題に関する判決を合計すると、懲役360年以上に加えて2件の終身刑が科されていることになる。しかし2012年7月には懲役275年に改められている。
コントレラスは高級将校であった為、陸軍通信学校の敷地内に設置されている軍事刑務所、コルディエラ刑務所に収監された。
晩年のコントレラスは多くの病気に蝕まれていた。結腸直腸癌、糖尿病、高血圧、血栓症などが主な持病で、毎日14種類の薬を服用していた。
2012年7月6日、MIR党員ら13名の拘束および失踪に関して懲役10年が追加で宣告された。この時点で、彼が裁かれた裁判の数は36件であった

## 死去
コントレラスは2005年からコルディエラ刑務所に収監されていたが、高級将校たる立場から豪勢な生活が認められていた。刑務所内には彼ら将校の為にテニスコート、バーベキュー場、プールなどの設備があった。しかし国民からの批判を受けた末、2013年にセバスティアン・ピニェラ大統領によってコルディエラ刑務所の閉鎖が決定した。その後、病状が悪化したコントレラスはサンティアゴの軍病院に移され入院生活を送っていたが、2015年8月7日に死去した。コントレラスの死が政府によって発表された時、病院前に集まっていた数十人の人々が国旗を振ってシャンパンを飲み交わし、彼の死を祝ったという。

## 関連書籍
- John Dinges, "The Condor Years: How Pinochet and His Allies Brought Terrorism to Three Continents" (The New Press, 2004)
- Peter Kornbluh, The Pinochet File: A Declassified Dossier on Atrocity and Accountablity (New Press).
- Hugh O'Shaughnessy, Pinochet. The Politics of Torture" (1999)
- Manuel Salazar Traficantes & Lavadores" (1996)
- Rodrigo De Castro y Juan Gasparini, La Delgada Línea Blanca. Narcoterrorismo en Chile y Argentina" (2000) ISBN 950 15 2221 0
- "Dinges y Landau", Asesinato en Washington (1980).
- Gary Webb, Dark Alliance: The CIA, the Contras, and the Crack Cocaine Explosion (Hardcover), Seven Stories Press; Seven Stories Press 1st ed edition (April 1998) ISBN 1-888363-68-1
- Rodney Stich. Defrauding America: Encyclopedia of Secret Operations by the CIA, DEA, and Other Covert Agencies Diablo Western Pr; 3RD edition (January 1998) ISBN 0-932438-09-1
- John Dinges, "The Condor Years: How Pinochet and His Allies Brought Terrorism to Three Continents" (The New Press, 2004)
- Peter Kornbluh, The Pinochet File: A Declassified Dossier on Atrocity and Accountablity (New Press).
- Borosage, Robert L. y Marks, John: Los Archivos de la CIA; Editorial Diana; México; 1980.
- Carrasco Moya, Rolando: Prigué. Prisionero de Guerra en Chile; Ediciones Aquí y Ahora; Santiago, Chile; 1991.
- Cavallo, Ascanio; Salazar, Manuel; Sepúlveda, Oscar: La Historia Oculta del Régimen Militar; Ediciones La Epoca; Santiago, Chile; 1988.
- Cayuela, José: Chile. La masacre de un pueblo; Síntesis Dosmil C.A.; Caracas, Venezuela; sin fecha.
- Davis, Nathaniel: Los dos últimos años de Salvador Allende; Biografías, Plaza y Janes Editores; Barcelona, España; 1986.
- Dinges, John; Landau, Saul: Asesinato en Washington; Grupo Editorial Planeta; Santiago, Chile; 1990.
- Domínguez, Andrés: El poder y los derechos humanos; Terranova Editores S.A.; Santiago, Chile; 1988.
- Farías, Víctor: La izquierda chilena [1969-1973] Documentos para el estudio de su línea estratégica; Ed. Centro de Estudios Públicos (CEP); Santiago, Chile; 2000. ISBN 3-932089-35-9
- García Lupo, Rogelio: Paraguay de Stroessner; Serie Reporter, Ediciones B, Grupo Editorial Zeta S.A.; Buenos Aires, Argentina; 1989.
- Gómez Araneda, León: Que el pueblo juzgue; Terranova Editores; Santiago, Chile; 1988.
- González Janzen, Ignacio: La Triple A; Editorial Contrapunto; Buenos Aires, Argentina; 1986.
- Harrington, Edwin; González Mónica: Bomba en una calle de Palermo; Emisión Ltda.; Santiago, Chile; 1987.
- Jorquera, Carlos: El Chicho Allende; Ediciones BAT; Santiago, Chile; 1990.
- Matus, Alejandra; Artaza, Francisco: Crimen en Washington D.C.; Especial diario La Nación; Santiago, Chile; mayo de 1995.
- Miralles, Melchor; Arques, Ricardo: Amedo, el Estado contra ETA; Plaza y Janes Editores; Barcelona, España; 1989.
- Pinochet Ugarte, Augusto: Camino Recorrido. Memorias de un Soldado, Tomos I y II; Instituto Geográfico Militar de Chile; Santiago, Chile; 1991.
- Prats González, Carlos: Memorias; Pehuén Editores Ltda.; Santiago, Chile; 1985.
- Preston, Paul: Franco Caudillo de España"; Grijalbo Mondadori; Barcelona, España; 1994.
- Propper, Eugene; Branch, Taylor: Laberinto; Javier Vergara Editor; Buenos Aires, Argentina; 1990.
- Rojas, María Eugenia: La represión política en Chile; Iepala Editorial; Madrid, España; 1988.
- Salazar, Manuel: Guzmán, Quien, Como, Por que; BAT Ediciones; Santiago, Chile; 1994.
- Valdés, Hernán: Tejas Verdes; Editorial Laia; Barcelona, España; 1976.
- Verdugo, Patricia: Tiempo de días claros. Los desaparecidos; Ediciones Chileamérica Cesoc; Santiago, Chile; 1990.